# Melese postica
Melese postica är en fjärilsart som beskrevs av Walker 1854. Melese postica ingår i släktet Melese och familjen björnspinnare. Inga underarter finns listade i Catalogue of Life.